# 迪喬治症候群
迪喬治症候群（DiGeorge syndrome；22q11.2缺失綜合徵/）是一種遺傳疾病，會導致鼻及鼻樑基部寬大、人中短、上唇薄、耳廓異常、顎裂、心臟容易出現多重異常，甲狀腺或副甲狀腺低下，造成低血鈣等症狀。
其在全球的發生率約為1/4000至1/6000。病因為第22對染色體上的22q11.2基因座上有約30~40個基因的刪除。該疾病為顯性遺傳，但只有約10%來自父母的遺傳，不屬於家族性疾病；最主要(90%)的發生原因是胎兒發育早期的突變所導致的。

## 外部連結
维基共享资源上的相關多媒體資源：DiGeorge Syndrome
- 【罕見遺傳疾病一點通】
- 中的“迪喬治症候群”
- Velo-Cardio-Facial Syndrome Information Foundation
- McDonald-McGinn DM, Emanuel BS, Zackai EH. . Pagon RA, Bird TD, Dolan CR, Stephens K  (编). . December 16, 2005  [2014-04-01]. PMID 20301696. NBK1523. （原始内容存档于2014-01-16）.
- Firth HV. . Pagon RA, Bird TD, Dolan CR, Stephens K  (编). . February 17, 2009  [2014-04-01]. PMID 20301749. NBK3823. （原始内容存档于2021-01-27）.
- Information on 22q11.2 Deletion syndrome from Seattle Children's Hospital

Template:Immune disorders
Template:Congenital lymphatic organ disorders